# مؤشر الخشونة الدولية

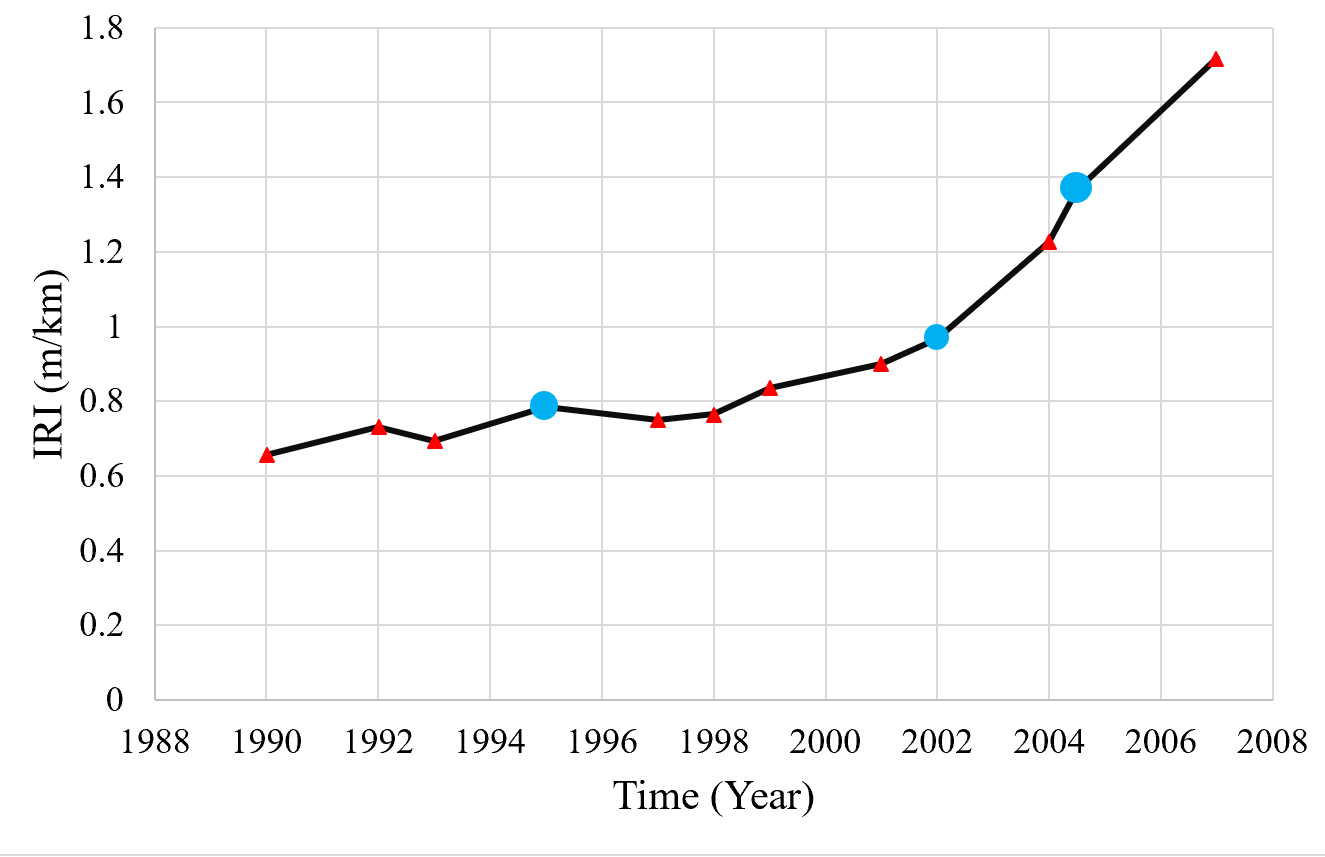
خشونة لطريق في ولاية تكساس، الولايات المتحدة الأمريكية؛ تظهر النقاط الزرقاء أوقات الصيانة

مؤشر الخشونة الدولية (بالإنجليزية: International Roughness Index)‏ أو أي أر أي (بالإنجليزية: IRI)‏ هو مؤشر الخشونة الأكثر شيوعًا، يتم الحصول عليه من قياس المقاطع الطولية للطرق. يتم حسابه باستخدام نموذج رياضي لربع مركبة، حيث يتم تجميع استجابته للحصول على مؤشر خشونة مع وحدات منحدر (في in/mile و m/km). يحتوي مقياس الأداء هذا على قدر أقل من العشوائية وعدم الموضوعية بالمقارنة مع مؤشرات أداء الرصيف الأخرى، لكنه لا يخلو تمامًا من العشوائية. تكمن مصادر التباين في بيانات IRI في الفرق بين قراءات التشغيلات المختلفة لمركبة الاختبار والفرق بين قراءات مسارات العجلات اليمنى واليسرى. على الرغم من هذه الحقائق، منذ تقديمه في عام 1986، أصبح IRI مؤشر خشونة الطريق الأكثر استخدامًا في جميع أنحاء العالم لتقييم وإدارة أنظمة الطرق.
قياس IRI مطلوب للبيانات المقدمة إلى الإدارة الفيدرالية للطرق السريعة بالولايات المتحدة، وهو مُعرف في عدة معايير الجمعية الأمريكية لاختبار المواد:
- "ASTM E1926 - 08"،[6]

- ASTM E1364 - 95 (2005)،[7]

- وغيرها.

يستخدم IRI أيضًا لتقييم إنشاء الرصيف الجديد، ولتحديد العقوبات أو مدفوعات المكافآت على أساس النعومة.